# Texeli ütközet
A texeli ütközet egy holland partok előtti tengeri összecsapás volt az első világháborúban 1914. október 17-én brit és német könnyű egységek között a holland partok közelében, melynek során az aknatelepítéssel az angol partok felé igyekvő négy német rombolót a britek megsemmisítették.
A régi építésű német rombolókat Texel szigetétől nyugatra az itt őrjáratozó brit hajók (1 könnyűcirkáló, 4 romboló) észlelték és üldözőbe vették. A visszaforduló németeket az újabb építésű brit hajók hamar beérték és heves ellenállásuk ellenére két és fél órai harc után mindegyiket elsüllyesztették. Ezzel meg tudták akadályozni az aknák lerakását a forgalmas vízi útjaikon Kent partjai előtt, míg hajóikat csak kisebb sérülések érték. Az ütközet nagy befolyással bírt a német rombolók később alkalmazott taktikájára, mivel az összecsapás után a német haditengerészet vezetőinek az ilyen akciókba vetett bizalma megrendült.

## Előzmények

### A német haditerv

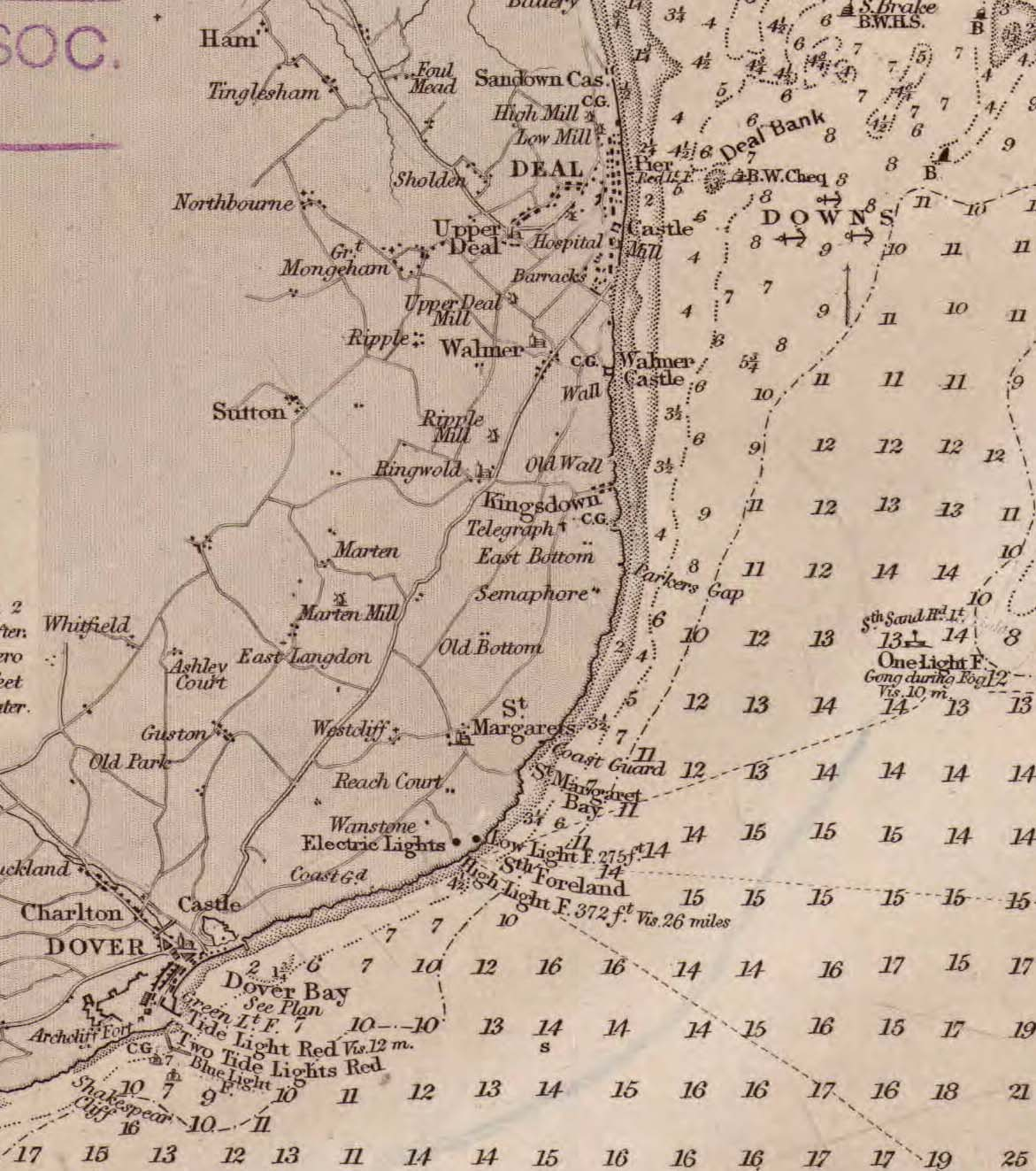
A Downs elhelyezkedése Kent keleti partjainál

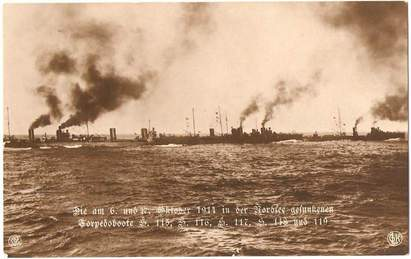
A 7. romboló-félflottilla egységei 1911-ben (közülük az S 116 még az ütközet előtt, 1914. október 6-án elsüllyedt)

1914. október 16-án a német csapatok elfoglalták Ostende és Brügge kikötőjét a flamand partokon, aminek révén a Német-öböltől esetlegesen elvágott hadihajók alternatív menekülési lehetőséghez jutottak. Ezzel egyidőben döntés született a Berlin illetve a Kolberg és a Nautilus napok óta halogatott aknarakó bevetésére a Temze torkolatánál, továbbá aknarakó feladatot kapott az Ems folyó torkolatánál állomásozó IV. rombolóflottilla négy egysége is. A flottillának lehetőleg még az éjszaka folyamán észrevétlenül aknazárt kellett létesítenie a Kent keleti partjai előtti Downs (The Downs) vizein. Amennyiben idáig nem sikerült volna eljutniuk, úgy a Temze torkolatánál, vagy az angol partok egy másik pontján kellett lerakniuk az aknákat. A hadműveleti parancs szerint a cél a Downs és a Temze közötti, London számára elengedhetetlen fontosságú kereskedelmi forgalomban való károkozás volt.
Emellett egyéb források szerint a szárazföldi hadsereg azon követelése is közrejátszott a hadművelet megindításában, hogy a jobb szárnyát tehermentesítsék a flandriai partok mentén tevékenykedő brit monitoroktól. Ezek ellen az alacsony merülésű hadihajók ellen a tengeralattjárók nem tudtak sikereket elérni, ezért szükséges lett volna a Downs legszűkebb részén – ahol a német feltételezések szerint a Harwichból kifutó és oda visszatérő monitorok rendszeresen áthaladtak – aknazárt létrehozni a kiiktatásukra. A sikerhez elengedhetetlen volt a meglepetésszerű végrehajtás, ami miatt szigorú titoktartás szükségeltetett és ehhez ügyelni kellett arra, hogy a rombolók Emsről való kifutását se a holland partokról, se a brit tengeralattjárókról ne észleljék. Ez volt a német rombolók első nagyobb távolságra tervezett bevetése a háborúban.
A megbízást a Thiele korvettkapitány vezette 7. félflottilla kapta, melynek négy rombolója az S 119 (parancsnoka: Windel fregatthadnagy), az S 115 (Mushacke sorhajóhadnagy), az S 117 (Georg Sohnke sorhajóhadnagy) és az S 118 (Beckert sorhajóhadnagy) voltak. A félflottilla egyik egységét, az S 116-ot korábban már elveszítette, mikor október 6-án elsüllyesztette egy brit tengeralattjáró torpedóval.
A veszélyes feladatot annak ellenére osztották ki erre az egységre, hogy a hajói régi építésűek voltak, alacsony végsebességgel és csekély tűzerővel. Thiele korvettkapitány a hadművelet ismertetése során a hajók legénységének figyelmét felhívta arra, hogy erről a küldetésről aligha fognak visszatérni és – a flottaparancsnok személyes kérésére – felkínálta a lehetőséget, hogy aki nem akar vele tartani, az távolmaradhat a bevetéstől. Ennek ellenére nem volt olyan, aki élt volna ezzel a lehetőséggel. A küldetéshez nem feltétlenül szükséges legénységet azonban, közte a félflottilla altörzsét kihajózták. A német történetírás szerint közülük egyesek így is könnyeikkel küszködve kérték visszavételüket.
Egy közös ima elmondása, majd a császár és a haza éltetése után a négy romboló egymás után beállt az Arcona könnyűcirkáló mellé, hogy leadják a titkos papírjaikat és nélkülözhető felszerelésüket, majd mindegyikük 12 aknát vett a fedélzetére. Október 17-én hajnalban a rombolók kettesével elhagyták az Emst. A többi félflottilla eközben a nyílt vizekre kihajózva biztosította a területet, jelenlétükkel a víz alá kényszerítve az esetlegesen erre ólálkodó ellenséges tengeralattjárókat.

### Találkozás azE8tengeralattjáróval
Thiele rombolói röviddel 10:00 után észleltek egy brit tengeralattjárót – az E8-at – és megpróbálták legázolni, de a brit tengeralattjáró gyors merüléssel tért ki előlük. A rombolók rádión jelentették az észlelt ellenséget, amiből a flottavezetés számára azonnal nyilvánvaló lett annak veszélye, hogy a tengeralattjáró is jelentheti a német rombolókat és útirányukat, azonban nem kívántak befolyással lenni Thiele döntéseire, mivel úgy vélték ő van a helyszínen és jobban fel tudja mérni a helyzetet. Thiele azonban nem kívánta az eset miatt feladni az eredeti célját, mindössze csak megtéveszteni igyekezett szándékai felől az ellenséget azzal, hogy az útirányáról letérve Terschelling világítótornyának látókörén belülre hajózott, hogy ott látványosan visszaforduljon keletnek. Ettől a manővertől azt várta, hogy a helyi brit kém azonnal jelenteni fogja a visszafordulásukat és ezzel a tengeralattjáró esetleges korábbi jelentése miatt kiküldött erőket is vissza fogják fordítani, ami által elhárulhat számukra a veszély.
A brit jelentések szerint E8 jelű brit tengeralattjáró október 17-én 09:00-kor (08:00 GMT) érkezett az Ameland és Terschelling közötti vizek elé, ami a kijelölt helye volt a brit blokádvonalban. Egy óra múlva észlelte a közeledő német félflottillát, de őrjáratozó holland torpedónaszádoknak vélte a hajóit és merüléssel tért ki előlük. Az észleléséről nem tett rádión jelentést a semlegesnek vélt hadihajókról a közelben lévő rombolóflottilla vezérhajójának. A brit elmondások nem tesznek említést a tengeralattjáró legázolására tett német kísérletről.

### A brit őrjárat

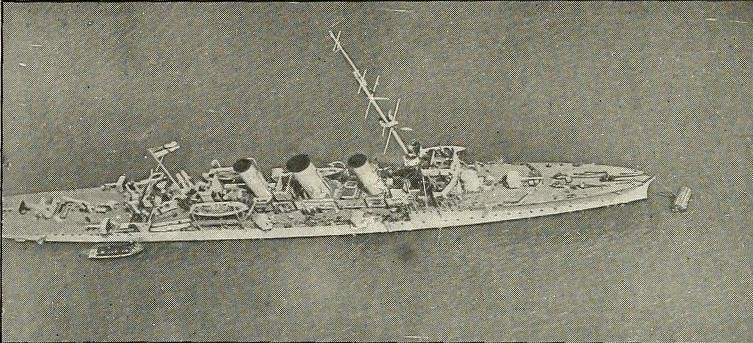
Az Undaunted brit könnyűcirkáló egy 1914-es légi felvételen

Az október 17-ei rutin járőrözésre 07:00-kor (06:00 GMT) indult el egy rombolódivízió az Undaunted könnyűcirkáló vezetésével, melynek parancsnoka Cecil Henry Fox kapitány volt. Hajója az újonnan elkészült Arethusa-osztályú Undaunted volt, ami ekkor váltotta a Faulknort a 3. rombolóflottilla vezérhajójaként. A flottilla 1. divíziójának négy egysége tartott vele, a Lance, a Lennox, a Legion és a Loyal. 11:00-kor (10:00-kor GMT) érkeztek meg Terschellinghez, ahol leváltották az előző 48 óra során őrjáratozó Fearlesst és annak négy rombolóját.
Október 17-én délután 13:50-kor Texel-szigettől 50 tengeri mérföldre (93 km) délnyugatra őrjáratozva északi irányba haladó brit egységek északi irányban, 8 tengeri mérföldre (15 km) észlelték Thiele divízióját, mely feléjük tartott. A német hajók párhuzamosan haladtak fél tengeri mérföld távolságot tartva egymástól és kissé keletre a britektől. A német hajók nem támadtak a britekre és nem is próbáltak elmenekülni, ezért a britek feltételezték, hogy saját hajóknak vélték a hajóikat.

## Az ütközet

### A rombolóflottillák kölcsönös észlelése

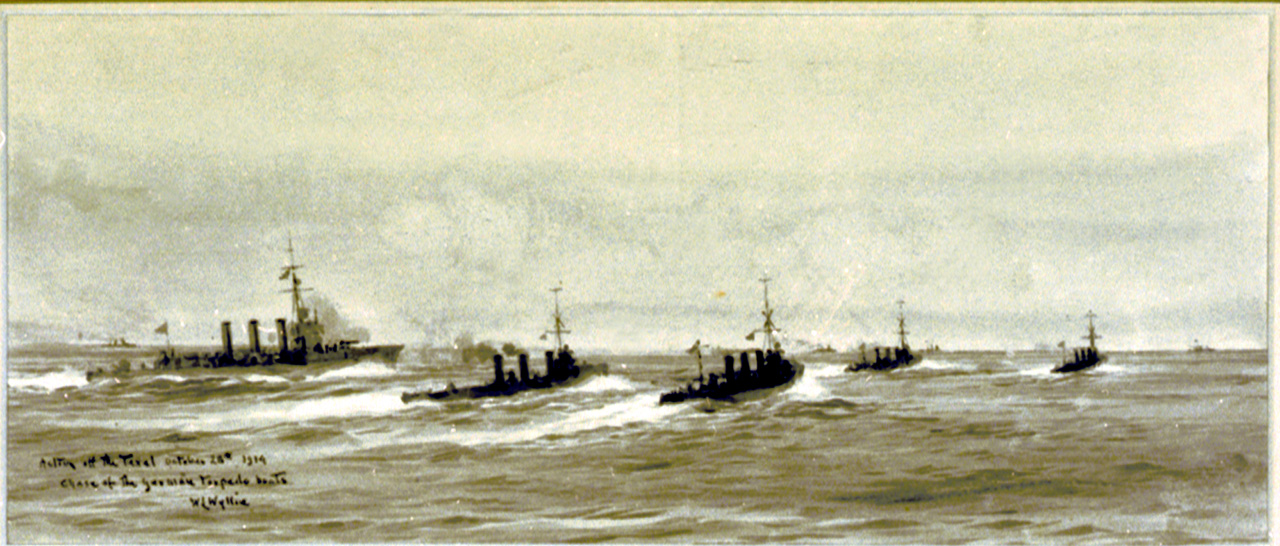
A texeli ütközet, 1914. október 17.
(Lionel Wyllie alkotása)

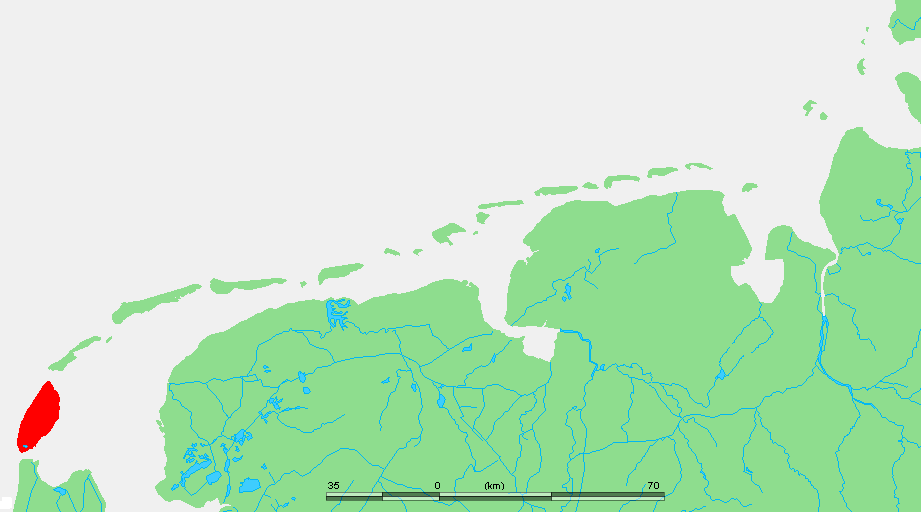
Texel szigete (pirossal jelölve) a holland partokon

A brit 1. rombolódivízió 14:40-kor (13:40 GMT) az É 52° 40’, K 3° 38’ koordinátán – Texel-szigettől 50 tengeri mérföldre (93 km) délnyugatra – tartózkodott és észak-északkeletnek tartottak 35°-os irányt tartva, 16 csomós sebességgel, mikor a vezérhajóról négy közeledő füstfelhőre lettek figyelmesek közvetlen előttük 8 tengeri mérföldre (15 km). Az észlelt hajók párhuzamosan haladtak fél tengeri mérföld távolságot tartva egymástól és kissé keletre a britektől. 10 percen belül német rombolókként azonosították őket, melyek harántvonalba fejlődve közeledtek feléjük. A német hajók nem támadtak és nem is próbáltak elmenekülni, ezért a britek feltételezték, hogy sajátjaiknak vélték őket. Fox kapitány felvonatta a harcra való felkészülést jelző lobogót és a rombolók teljes sebességre gyorsítottak, hogy minél hamarabb az ellenség közelébe érjenek. A brit leírás szerint a németek is hamarosan felismerték őket, mire szétszóródva visszafordultak és teljes sebességgel menekülni kezdtek.
A német történetírás szerint 15:00 (KEI) körül a német hajókról északi irányban füstfelhőket észleltek, mire pár vonással délnek tértek ki, de hamarosan ezután délnyugatra tűnt fel 7-8 füstfelhő. Thiele ezt előbb egy brit őrvonalnak vélte, de közelebb érve holland kereskedelmi hajóknak bizonyultak. Alig hagyták el őket, mikor a bal oldalon a holland hajókkal csaknem megegyező irányban haladva, eddig ezek takarásában lévő brit kötelékre lettek figyelmesek, mely egy cirkálóból és négy rombolóból állt. (Ez ellentmond a fenti brit beszámolóval, miszerint a késői reagálásuknak oka az volt, hogy azok sokáig németeknek hitték őket. A brit leírások ugyanakkor nem tesznek említést a holland kereskedelmi hajókról.) A németek az ellenséget felismerve azonnal visszafordultak és teljes sebességgel igyekeztek eltávolodni tőlük. A sebességük azonban csak a 18 csomót érte el, így a britek a 10 csomós sebességtöbbletükkel gyorsan csökkenteni tudták a távolságot. Menekülés közben a németek az aknákat hatástalanítva a tengerbe lökték, hogy szabaddá tegyék a fedélzetet a lövegek és a torpedóvető csövek számára a harchoz.

### Erőviszonyok

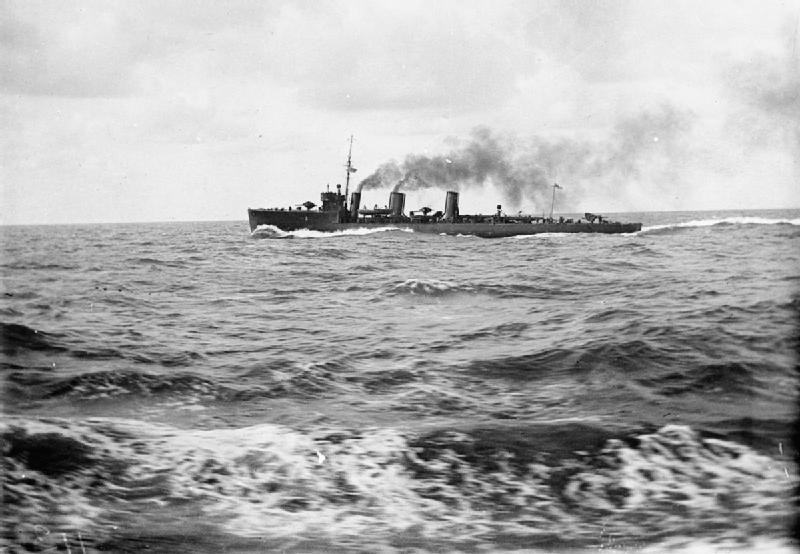
A Loyal brit romboló

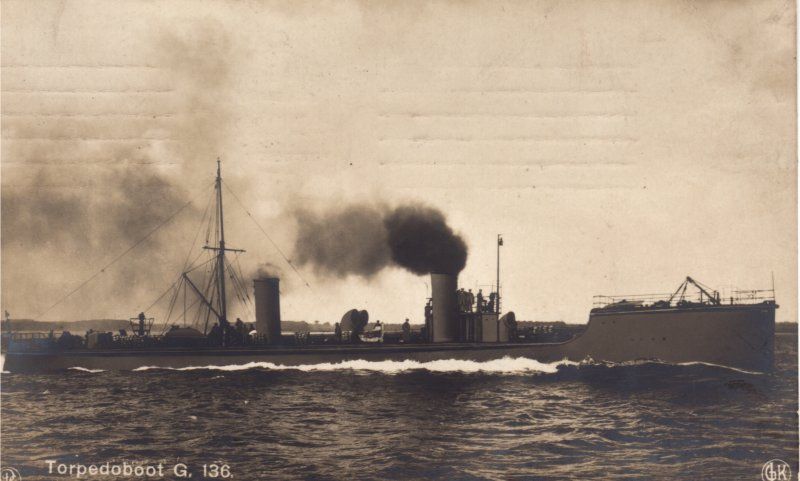
1898-as mintájú német romboló (torpedónaszád)

Míg a britek kimondottan új építésű egységekkel, addig a németek elavult Großes Torpedoboot 1898 mintájú egységekkel vettek részt a harcban. Ezek 1904-ben készültek el és inkább számítottak torpedónaszádoknak - ahogy a német megjelölésük is mutatja -, mint rombolóknak. Az eredeti, 28 csomós sebességük kevéssel maradt csak el a britekétől, de ekkorra már csak 18 csomót tudtak elérni.
A britek tűzereje jóval nagyobb volt, mint a német rombolóké. Az Arethusa-osztályhoz tartozó Undaunted könnyűcirkáló két hathüvelykes (152 mm) ágyúval és hat lövegpajzs nélküli négyhüvelykes (102 mm) ágyúval valamint nyolc torpedóvetőcsővel rendelkezett. Az Undauntedet kísérleti jelleggel felszerelték két darab kétfontos (47 mm) légvédelmi ágyúval is, csúcssebessége elérte a 28,5 csomót.
A négy szintén új építésű Laforey-osztályú romboló három 4 hüvelykes (102 mm) és egy kétfontos (47 mm) ágyúval, valamint két torpedóvetőcsővel rendelkezett. A rombolók 29 csomós végsebességükkel valamivel gyorsabbnak számítottak a cirkálónál.
A brit ágyúk közül a 152 mm-es maximális lőtávolsága közel 20 km, a 102 mm-eseké 15 km volt, a rombolók hasonló űrméretű ágyúinak lőtávolsága 10,6 km volt. A német 5 cm-es lövegek maximális lőtávolsága elérte a 6200 m-t, de Groos leírása szerint 2000 m-en belülről nyithattak csak tüzet.
A brit lövedékek jelentősen nehezebbek voltak: a 14 illetve 45 kg-os lövedékekre a németek csak 1,75 kg-osokkal válaszolhattak. Ez azt is jelentette, hogy az Undaunted egy 152 mm-es lövedéke több mint kétszer annyit nyomott, mint a németek egy teljes sortüze (45 kg
ill. 21 kg). A brit hajók számára a 45 cm-es torpedók nagyobb veszélyt jelentettek, melyekből mindegyik német romboló öt-öt darabbal rendelkezett három torpedóvető csőhöz.

Az ütközetben használt lövegek
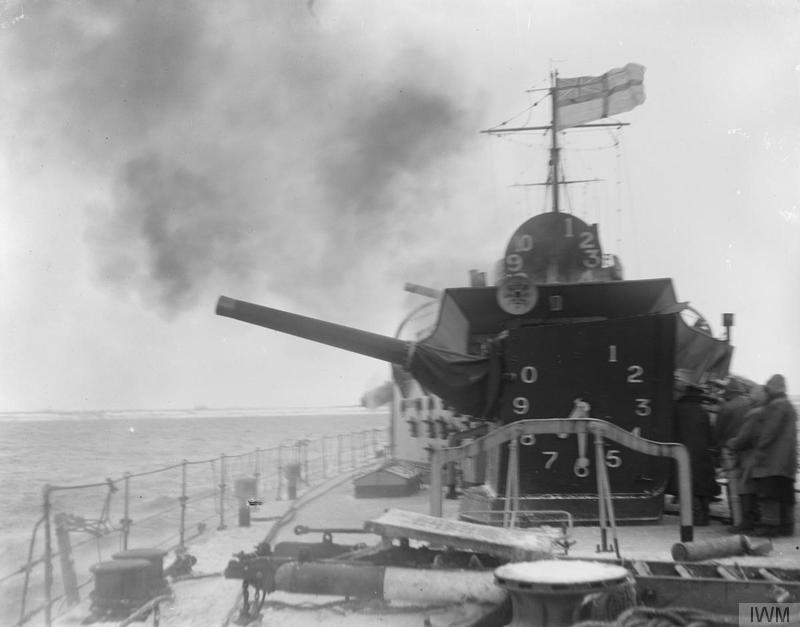
152 mm-es Mk. XII löveg (HMS Caradoc)
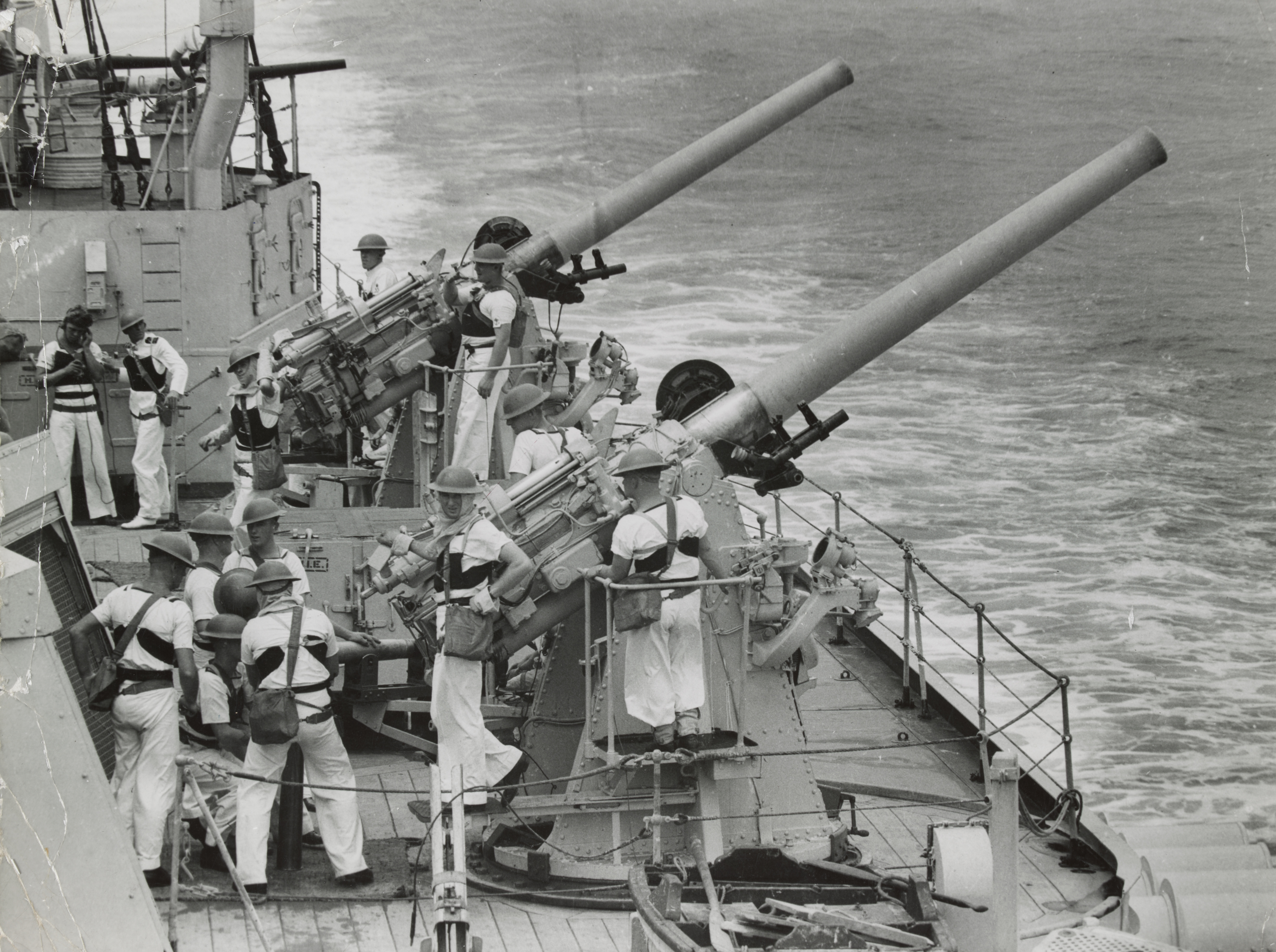
102 mm-es Mk. V lövegek (HMAS Sydney)
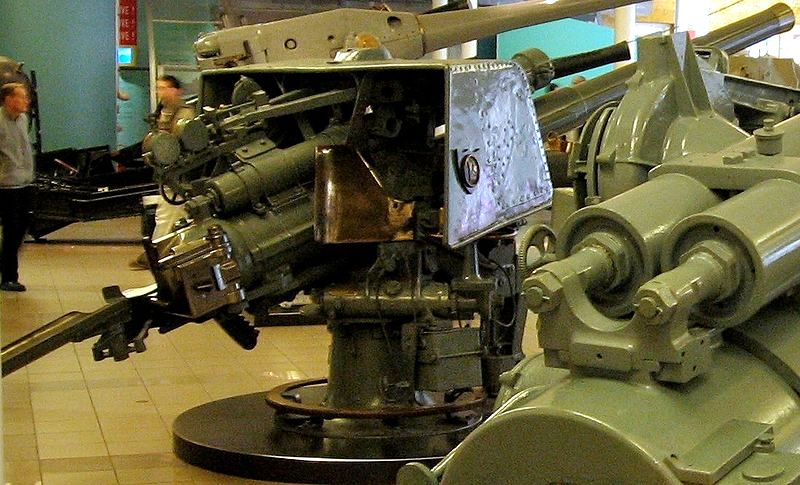
102 mm-es Mk. IV löveg (HMS Lance)
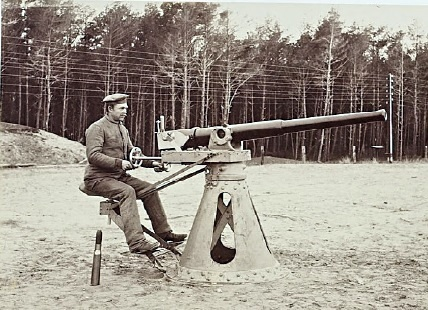
Német 5 cm SK L/40 löveg

### A harc

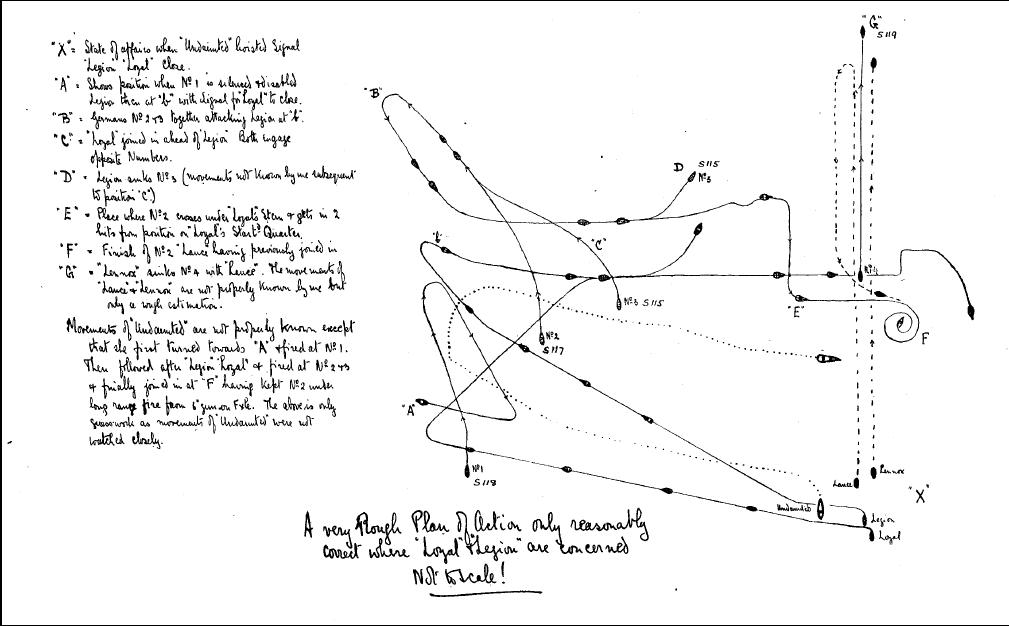
Az események menete egy brit vázlaton

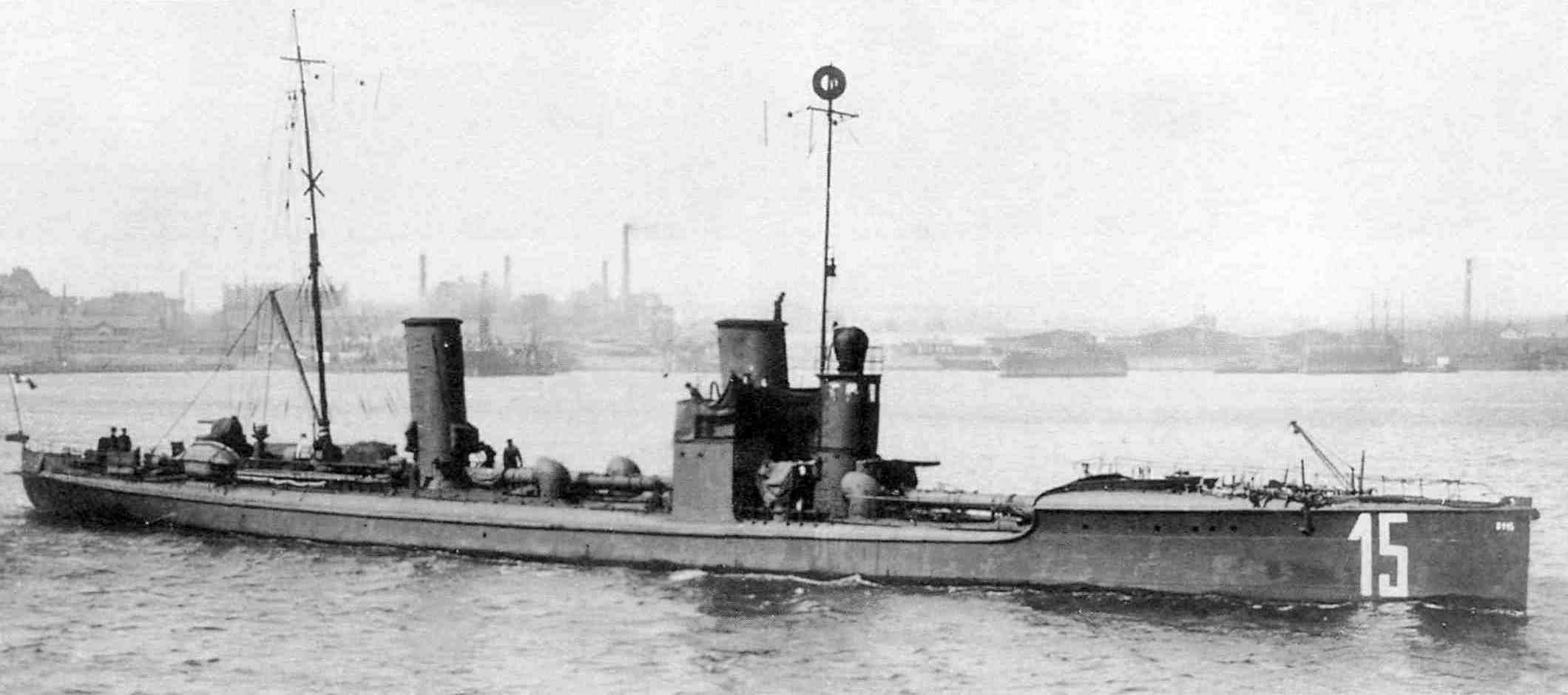
Az S 115 német romboló

A jelentős sebességi fölényüknek köszönhetően a britek hamar beérték a németeket, akiknek felállását illetően eltérnek a különböző források. A német leírás alapján nyugatról keletnek haladva erre a sorrendre lehet következtetni: S 117, S 118, S 119, S 115, míg a brit ábrázolás szerint a bal szárny két egysége fordítva foglalt helyet: S 118, S 117, S 119, S 115. (A mellékelt brit térképvázlat pontatlan, úgy tűnik mindkét szárny hajói fel vannak cserélve, de a jobbszárnyé bizonyosan.) Az üldözés során az Undaunted kissé lehagyta a rombolóit és a németek fél óra elteltével a 152 mm-es lövegeinek hatósugarán belülre kerültek. Közben az aknák vízbe csobbanását a távolból torpedókilövéseknek vélő britek manőverezésbe kezdtek, hogy a vélt torpedók elől kitérjenek.
Még mielőtt a németek az aknáktól mind megszabadulhattak volna, a brit cirkáló 15:05-kor (14:05 GMT) 8000 m távolságból tüzet nyitott az orrlövegével. Az Undaunted tüze a brit források szerint a leghátsó német hajót, a balszárnyon haladót érte, ami a kondenzátorproblémái miatt lemaradozó S 118, avagy az S 117 lehetett. A célba vett német romboló erre kitérő manőverezésbe kezdett és sikeresen kikerülte a leérkező lövedékeket, de ennek következtében veszített a sebességéből és így a támadók közelebb kerültek hozzá. A tüzérségének hatástalanságát látva az Undaunted hat lövés leadása után beszüntette a tüzelést, hogy spóroljon a lőszerrel.
A britek úgy vélték, hogy a német rombolódivízió felderítést végez, vagy egy nagyobb, északra lévő kötelék biztosítását látja el, ezért igyekeztek minél hamarabb elsüllyeszteni mindegyik hajóját. Fox két részre osztotta a rombolóit, hogy azok közrefogják a németeket: a Lance és a Lennox a két keletebbre lévő német rombolót (S 119, S 115) igyekezett elvágni a hazavezető úttól, míg a Legion és a Loyal a két nyugatra lévő (S 118, S 117) ellen indult meg. Az Undaunted középen maradt, hogy ott avatkozhasson közbe, ahol erre nagyobb szükség adódik, de addig is a torpedók hatókörén kívül igyekezett maradni. Ahogy a távolság 5000 yardra csökkent, az Undaunted ismét tüzet nyitott. A távolság hamar 2500 yardra csökkent és 16:00-ra (15:00 GMT) az ütközet általánossá vált, melybe bekapcsolódtak a rombolók is.
Az S 118-nak röviddel az ütközet kezdete után jelentkezett szivárgás az egyik kondenzátoránál, ami miatt nem tudta tartani a társai sebességét és kezdett lemaradni mögöttük. Beckert sorhajóhadnagy a hajójával emiatt megfordulva a támadók felé vette az irányt és maga lendült támadásba. Thiele korvettkapitány, aki nem akarta cserben hagyni egyetlen hajóját sem és belátta azt is, hogy már nem lesz lehetősége a támaszpontra visszatérni, azonnal az S 118-hoz hasonlóan szembefordult a többi hajójával az ellenséggel, hogy torpedótámadást kíséreljen meg az Undaunted ellen. Ezzel egyidőben rádión jelentette, hogy a Haaks világítóhajó közelében üldözőbe vette az ellenség (014 α pótszám 6 négyzetben). Mivel azonban a flottavezetés előzőleg nem küldött ki a felvételükre erőket, így nem tudtak segítséget nyújtani nekik.
A német visszaemlékezések szerint a britek már csak 3000 m-re voltak, mikor az első találatot elérte az Undaunted az S 115-ön. Ezzel a német rombolóval a Lance és a Lennox bocsátkozott harcba és az üldözésre való parancs kiadásakor utóbbi gyorsított jobban és került közelebb a német rombolóhoz. A Lennox 15:25-kor (14:25 GMT) tüzet nyitott, előbb az elülső lövegével a távolság beméréséhez, de a tüze egészen 16:00-ig hatástalan volt. 16:10-kor az elülső ágyúból kilőtt két nagy robbanóerejű lyditte-gránát eltalálta a hátsó részén és láthatólag tönkretette a hajtóművét, mivel ezután balra kezdett el teljes kört leírni. A Lance a Lennox-ra hagyva a megsemmisítését nyugatnak kanyarodott, hogy a többieket támogassa a harcban. A Lennox pontos lövései elpusztították az S 115 hídját, de az még ekkor sem adta meg magát.
A nyugati szárnyon a Legion és a Loyal 2500 yardról nyitott tüzet az S 118-re (ami a német leírás szerint az S 117 lehetett), majd csatlakozott hozzájuk az Undaunted is a lövetésben. A német romboló az össztűzben olyan súlyosan megrongálódott, hogy a hídja leszakadt róla és 16:17-kor (15:17 GMT) elsüllyedt.
A brit leírás szerint a középen haladó két német romboló ezután fordult meg és ekkor vették az Undaunted felé az irányt, hogy torpedótámadást intézzenek ellene. (Ellentétben a német leírással, mely szerint korábban három rombolóval történt meg a szembefordulás.) A britek heves tűzzel igyekeztek az Undaunted ellen megkísérelt torpedótámadást meghiúsítani, ami miatt a németek kitérésre kényszerültek és keleti irányra álltak.

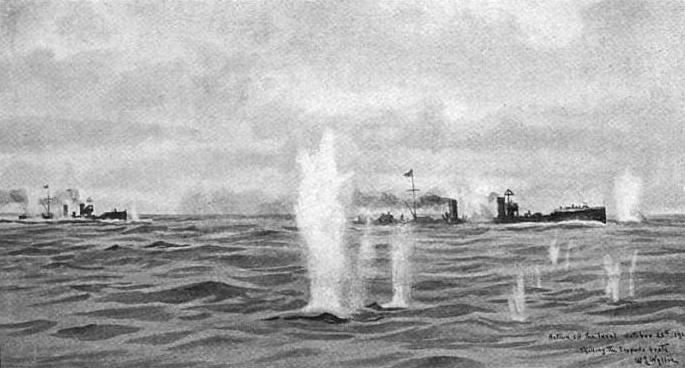
A német rombolók tűz alatt a texeli ütközetben

Az S 119 az őt ért heves sortüzek ellenére is viszonozta a rombolók tüzét, melyek csak ekkor észlelték, milyen veszély fenyegeti az ehhez a német rombolóhoz közel kerülő vezérhajójukat. Az S 119 három torpedót is kilőtt az Undauntedre, az elsőt 800, a másodikat és harmadikat 300 m távolságból. A brit cirkáló éles irányváltásra kényszerült, hogy ezeket kikerülje. A torpedók mindössze 10-15 méterre kerülték el.
Az S 119-et eddig csak a hajóorron és a parancsnoki hídon érték kisebb sérülések, de ekkor egy gránát kidöntötte az árbócát és az a lobogóval együtt a tengerbe esett. Thiele ekkor szóban utasította a vele tartó rombolót (német forrás szerint: S 118), hogy próbáljon meg nagy sebességgel kiválni a küzdelemből és adja le ismét a flottavezetésnek a jelentést.
Erre az egységre vetette rá magát a Legion és a Loyal miután a bal szélen haladó német rombolót elsüllyesztették és most keletnek fordulva közeledtek. Az északnak tartó német romboló három torpedót is kilőtt a Legionre. A britek kettő torpedó kilövését észlelték és ezeket ki is sikerült kerülniük úgy, hogy az egyik a hajóorr előtt, a másik a tat mögött haladt el pár méterrel. Egy harmadik torpedót már csak a hajójuk közelében észleltek, ahogy épp a közepe felé tartott, ez a torpedó azonban elsuhant alattuk. Beckert sorhajóhadnagy cikk-cakkvonalban haladva igyekezett kikerülni az ellenséges lövedékeket és közben eleget tenni a parancsnak, de az Undaunted is hamar beérte. Az S 118 ekkor ismét ellentámadásba lendült, de a cirkáló és a rombolók össztüzében megsérült a kormányműve. A körbe-körbe járó hajó végül 16:30-kor (15:30 GMT) süllyedt el. A süllyedő hajóról negyvenen vetették magukat a vízbe, de a britek nem tettek erőfeszítéseket a kimentésükre, hanem egyből a megmaradt két német romboló (S 115 és S 119) után eredtek. Másnap egy halászhajó már csak két túlélőt – Kossack főgépészt és Brenner torpedófűtőt (Torpedoheizer) – mentett ki, akik egy vizen sodródó dingire tudtak felkapaszkodni.
Az S 119 közben tovább védekezett, egészen addig míg ép lövege maradt. Az egyik brit romboló az eddig harctól megkímélt oldalán hátulról közelítette meg, 300 m távolságra elhaladva tőle. Egy Schmidt nevű torpedómatróz ezt látva a géppuskájával tűz alá vette a brit rombolót és 11 britet tett harcképtelenné fegyverével. Ezzel egyidőben Bauer torpedótiszt (Torpedo-Obersteuermann) a középső csőben lévő utolsó torpedót is kilőtte erre a brit rombolóra, majd egy becsapódó gránát szilánkjaitól halálos sebesüléseket szerezve rogyott rá a torpedóvető csőre. A német leírás szerint a brit romboló éles kanyarodással épp csak el tudta kerülni a lövedéket, azonban a brit leírás szerint az S 119-nek a torpedója eltalálta a Lance-t a közepén, de nem robbant fel.
A német romboló legénységének mintegy fele rövid idő alatt életét veszítette. Több mint 25 találat érte és ezzel teljesen szét lett lőve, de csak egy lövedék tudott áthatolni a szénraktárakon és ez megrongálta a gőzvezetéket is, ami miatt a bal oldali hajtómű leállt. Eközben a jobb oldali hajtómű továbbra is a legnagyobb teljesítményével működött, a kormánylapát pedig erős jobb oldali állásnál beragadt. A romboló parancsnoka, a súlyos sebesülése miatti eszméletvesztéséből magához térő Windel fregatthadnagy az önelsüllyesztésre szolgáló robbanótöltetek élesítésére adott parancsot, melyeket már indulás előtt elhelyeztek a válaszfalaknál. Ennek végrehajtatása Guilleaume korvetthadnagy feladata lett volna, de ezt a társaira kellett hagynia, mivel a sebesült kezeit már nem volt képes mozgatni. A hajó parancsnoka hamarosan életét veszítette és a parancsnokságot a hátsérülést szenvedett Thiele vette át az S 119 felett. Ő még kiadta a „Mindenki hagyja el a hajót” („Alle Mann aus dem Schiff!”) parancsot, majd ezután egy gránát magát Thielét találta el, kioltva életét. Guilleaume még meggyőződött arról, hogy a robbanótöltetek élesítve lettek-e, és csak ezután engedélyezte, hogy a matrózok a fedélzetről óvatosan a vízbe csúsztassák. Utolsóként Grunewald főgépész hagyta el a rombolót, miután a bal oldali hajtóművet rendbehozta és teljes erővel előremenetbe állította. A köröket leíró S 119-re a Lance és a Loyal még hosszú ideig tüzeltek. Végül 16:55-kor (15:55 GMT) merült hullámsírba a félflottilla parancsnokával, Thiele korvettkapitánnyal együtt.
Mindeközben a jobbszélen haladó és harcképtelenné tett S 115 még mindig a felszínen volt a Lennox folyamatos ágyúzása ellenére. Végül egy csónakot küldött át a szinte teljes hosszában égő német romboló tatjához, ahol egyetlen német tengerész várakozott kimentésére, többeket a vízből mentette ki. A britek a tatlöveg mellől pár lőszerhüvelyt magukkal vittek még szuvenírnek. A beérkező Undaunted ágyútűzében az elhagyott S 115 16:30-kor süllyedt el.

### Veszteségek
A brit rombolódivízió vesztesége öt sebesült volt, köztük egy tiszt. A Loyal egyik sebesültje még aznap elhunyt. A hajók csekély károsodásokat szenvedtek csupán.  A Legion a vízvonalán szenvedett el egy találatot, egy tengerészét egy géppuskalövedék sebesítette meg a lábán.  A Loyalt két 5 cm-es lövedék találta el, az egyik a hátsófedélzeten a tatlöveg közelében robbant, megsebesítve három embert, a másik a kormánymű részlegében robbant kis tüzet okozva, amit hamar sikerült eloltani. A Lance-t számos géppuskalövedék érte, de sérülést ezek nem okoztak. Az Undauntedet és a Lennoxot semmilyen találat nem érte.
A német divízió teljesen megsemmisült, legénységük többsége is odaveszett a harcban. 224 fő veszítette életét, köztük 11 tiszt – a félflottilla parancsnoka és a rombolók parancsnokai mind. 31 németet mentettek ki a britek, köztük két tisztet, de egyikük hamarosan belehalt sérüléseibe. A britek ezután sem vették a fáradtságot, hogy az S 118 elsüllyedési helyére visszatérjenek és kimentsék annak hajótörötteit, így a mintegy negyven túlélőjéből másnap egy semleges kereskedelmi hajó már csak két hajótöröttet talált.

### Lőszerfelhasználás
Az ütközetben az Undaunted 74 darab 152 mm-es és 102 darab 102 mm-es lövedéket lőtt el. A rombolók közül a Lance 262, a Legion 254, a Lennox 246, a Loyal 179 darab 102 mm-es lövedéket használt fel. A brit hajók nem lőttek ki egyetlen torpedót sem. Az egyenlőtlen küzdelmet a németeknek sikerült a cikk-cakkban való haladással sokáig elnyújtaniuk és a briteket ezzel kényszerítették jelentős mennyiségű lőszer felhasználására. A Naval Staff Monographs szerint brit részről még akkor is sok lövedéket lőttek el, miután a német hajók már harcképtelenné váltak.

## Az ütközet után

### Német értékelés
Thiele korvettkapitány a német értékelés szerint jól döntött, mikor ellentámadásba ment át. Ez a lépés megfelelt a német flotta szellemiségének és kevés híján sikerre is vezetett. Az esélyeiket jelentősen javította volna, ha az 5 cm-es régi lövegeik helyett újabb 8,8 cm-es lövegekkel rendelkeztek volna. A 48 akna telepítése által elérhető (csekély) siker a 260 főnyi jól kiképzett legénység elvesztésének kockázatával azonban nem érhette meg a korábban telepített aknazárak alapján (Albatross, Nautilus, Königin Luise), mivel ezeken a zárakon általában egy-egy halászgőzös vagy más kereskedelmi hajó szenvedett balesetet elsőként, és ez elárulta a helyzetét, ezután pedig nem volt már veszélyes a hadihajókra. Az aknazárak jelentőségének eme formáját így akkoriban jelentősen túlbecsülték. Az értékelés szerint azért esett a választás a régi típusú rombolókra, hogy az esetleges elvesztésük ne legyen túl érzékeny veszteség a flotta számára. Az elavult rombolók elvesztését még meg lehetett emészteni, a jól kiképzett legénységét azonban már nem. Az első háborús évben az anyagi veszteségnek a személyi veszteségnél nagyobbra értékelése mellett gyakran alulbecsülték a kiszámíthatatlan tényezőknek, mint például az ellenségnek való arányos károkozás nélküli emberveszteségnek a morális hatását.
A hadművelettel kapcsolatos dokumentumok szerint a flottavezetés a tengeralattjárók és kereskedelmi hajók jelentései alapján abban bízott, hogy Thiele rombolói legkorábban csak a Maas-világítóhajó magasságában találkozhatnak ellenséges hadihajókkal, ezért úgy időzítettek, hogy csak a sötétség beállta után érjenek ide. Az ellenséggel való véletlenszerű találkozás lehetőségét nem lehetett kizárni, azonban az ellenséges partok közelében végrehajtott hadműveletek sikereinek hatására úgy ítélték meg, hogy nem szükséges a támogatásukra erőket kiküldeni. Ezen vállalkozások sikeréhez nagyban hozzájárult a szerencse, így ebből nem szabadott volna szabályszerűségre következtetni. Egyrészt hibás döntés volt egyetlen csatacirkáló kiesése miatt a Dogger-pad irányába tervezett előretörésről való lemondás, mert ha a csatacirkálókat nem is küldték volna ki emiatt, egy csatahajórajt helyettük így is kiküldhettek volna, másrészt ennek hiányában a Nautilus-Kolberg akciót és Thiele rombolóinak bevetését el kellett volna halasztani. Amennyiben pedig egyes nagyobb hadihajókat küldtek volna ki, abban az esetben a flottának sem szabadott volna a folyótorkolatokban maradnia. A brit flotta ekkor egyébként Írország északi partjainál tartózkodott, így nem jelentett volna fenyegetést egy német előretörésre.
Az V. flottilla csak az első segélykérő üzenet vételezése után másfél órával kapott utasítást arra, hogy kifusson Thiele rombolóinak fogadására. Ez a flottilla azonban Helgoland előtt teljesített őrjáratot és a sziget körül félkörívben helyezkedett el, így előbb gyülekeznie kellett, és csak ezután indulhatott el nyugatnak. 00:30-kor, mikor Terschelling nyugati csücskéhez értek, már vissza is fordították őket. A 20 csomóval haladó rombolók ekkor is még 60 tmf távolságra voltak attól a területtől, ahol Thiele hajóit már elsüllyesztették. Ezek az intézkedések teljesen elégtelenek voltak, és arról sem győzte meg a flottavezetést, hogy a Nautilus és a Kolberg elé erősebb köteléket küldjenek ki. Groos ezen lépések elmaradását az október 6-ai hadműveleti parancsoknak tudja be, ami a Nyílttengeri Flotta felszíni hajóinak bevetését császári hozzájáruláshoz kötötte.
A német megítélés szerint a hadművelet Emsről való megindítása nem volt jó választás, mert bár 60-70 tengeri mérfölddel rövidebb volt az út az angol partokig innen kiindulva, azonban a holland oldalról jól be lehetett látni a kikötőt, ráadásul még az Emden és Delfzijl közötti hajójáratot sem állították le, így az angol kémek azonnal jelenthettek minden itteni mozgást Londonba, másrészt a torkolat előtt is folyamatosan lesben állhatott egy brit tengeralattjáró, mely az észleléseit a kis teljesítményű rádiójával is közvetíthette a hollandiai vevőállomások felé. A német hadvezetés ennek alapján arra jutott, hogy amennyiben a hadművelethez másik támaszpontot választottak volna, úgy a hosszabb útvonal ellenére is kisebb lehetett volna az ellenség általi gyors észlelés esélye, mert a britek nem rendelkeztek annyi tengeralattjáróval, hogy egy a partoktól távoli esetleges észlelés hírét a korlátozott hatótávolságú rádióik láncolatot alkotva eljuttathattak volna Angliába. A háború ezen szakaszában mindkét fél amúgy eltúlozta a tengeralattjárók felderítésben játszott szerepét, így például a németek tévesen hitték úgy, hogy a folyótorkolatokból szinte lehetetlen úgy kötelékeknek vagy egyes hajóknak úgy kifutniuk, hogy az ellenség arról hamar tudást ne szerezzen.
Német részről nem voltak bizonyosak afelől, hogy más úton-módon a britek nem szereztek-e már előzőleg tudomást a hadműveletről. Ennek esélye nagyon is fennállt, mivel a hadműveletek tervezetét írásos formában számos szolgálati helyre el kellett juttatni, így ebben az esetben a berlini főparancsnokságon működő Admiralstabhoz, a felderítőerők parancsnokához és a rombolók első parancsnokához. Groos leírása szerint a terveket nem futár útján kézbesítették a flottaparancsnoknak, hanem a IV. flottilla parancsnoka által összeállított hadműveleti tervet személyesen a flottaparancsnok részére megcímezve az emdeni postán adták fel még október 14-én, ahonnan több óra eltelte után továbbították Wilhelmshavenbe és csak október 16-án délelőtt juttatta el egy postai küldönc a flotta zászlóshajójához. A félflottilla hadműveletének sikertelensége után a biztonsági előírásokat jelentősen szigorították, aminek legfőbb eleme az volt, hogy a külföldi állampolgárokat kitiltották a támaszpontok körzetéből. Ezen intézkedések korábbi bevezetése sem akadályozta volna meg Thiele rombolóinak pusztulását, mivel a német feltevésekkel – és a háború utáni brit híresztelésekkel – ellentétben a britek nem rendelkeztek információkkal a készülő német hadműveletről és azt egy szokványos járőregység akadályozta meg.
A rombolók elvesztése drasztikus változást eredményezett a La Manche és a flandriai partok körzetében alkalmazott német taktikában. A rombolókat ezt követően ritkábban vetették be a csatorna irányába és inkább csak part menti járőrözésre és a légierő pilótáinak kimentésére küldték ki őket.

### Brit értékelés
A Hawke cirkáló tengeralattjáró-támadásban bekövetkezett elveszítése után két nappal az ütközet jelentősen javított a brit morálon. A londoni admiralitásnál ugyanakkor csak találgatni tudták, hogy mi lehetett a német hadművelet célja, mivel a kimentett hajótöröttek egyike sem árulta el, hogy valójában egy aknatelepítési műveletben vettek részt. A britek arra a következtetésre jutottak végül, hogy a rombolók a belga partoknál zajló tengeri hadműveleteket akarták megzavarni, mivel eddig is hihetetlennek tűnt számukra, hogy a németek nem lépnek fel a dünkircheni brit erőkkel szemben. A németek valójában kizárólag csak tengeralattjárókat szándékoztak bevetni itt, de erről a britek nem tudhattak és ebből kiindulva úgy vélték, hogy ezt követően erősebb német támadások is várhatók, ezért Tyrwhitt támogatására Doverbe helyezték át a Queen és Implacable pre-dreadnought csatahajókat.
Az admiralitás eközben hírszerzési jelentéseket kapott arról, hogy a németek egy könnyűcirkálókból álló vonalat készülnek felállítani a tengernek a Széles Tizennégyesek északi csücskéig való átkutatására, melyeket páncélos cirkálók támogatnak és tervezik a Harwich Force rombolóinak és tengeralattjáróinak a megtámadását. A Naval Staff Monographs megjegyzése szerint ezek az információk „nagyon körülményesek és minden alapot nélkülözőek voltak” és nyilvánvalóan az Ophelia kórházhajónak küldött utasítások admiralitás általi teljes félreértelmezéséből eredtek. A britek a vélt támadás ellen úgy terveztek fellépni, hogy a németek szárnyán lévő cirkálók intéznek támadást Tyrwhitt rombolóflottilláival, melyeket az Arethusa, a Fearless és az Undaunted könnyűcirkálók vezetnek, és melyekhez a még próbajáratait végző Aurora is csatlakozik. A támogatásukról a Queen és Implacable csatahajók, a Sapphire páncélos cirkáló (négy romboló kíséretében), valamint számos tengeralattjáró gondoskodott.
A tervezett hadműveletről október 18-án délután értesítették Tyrwhittet, aki ekkor az Arethusával és négy rombolóval (Laferoy, Lawford, Miranda, Meteor) a Breeveertien őrjáratot (Breeveertien Patrol) végezte. Tyrwhitt egész nap a németeket várva őrjáratozott a Széles Tizennégyesek mentén, de miután a németek nem bukkantak fel, az admiralitás lefújta a hadműveletet.

### AzOphelia-incidens

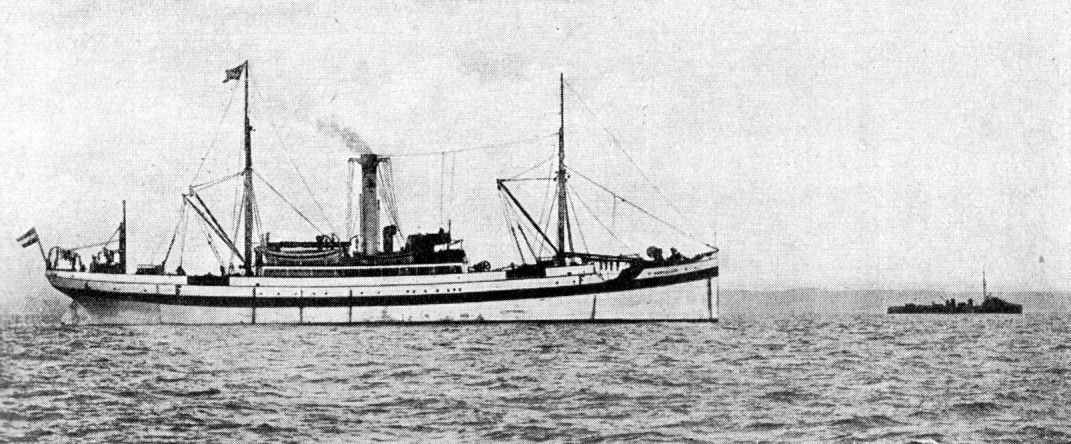
Az Ophelia kórházhajóként felszerelve

A texeli ütközet következményeihez tartozott egy különös diplomáciai konfliktus is. A túlélők kimentésére a németek az Ophelia kórházhajót küldték ki, ahova másnap dél körül érkezett meg. Brit részről észlelték, hogy a hajó földi rádióállomással lép kommunikációs kapcsolatba. A kórházhajó gyanússá vált számukra, mivel épp azon a területen tevékenykedett, ahol a a hírszerzési információik alapján a német hadihajók felbukkanását várták. Az egyik brit rombolóról átszálltak rá, majd Lowestoftba kísérték. Brit részről azzal vádolták a németeket, hogy a hágai egyezmény kórházhajókra vonatkozó részét megszegve felderítőként alkalmazták az Opheliát, melynek kórházhajóként való alkalmazásuk szerint nem kaptak értesítést. Német részről a kórházhajó lefoglalását a nemzetközi törvények megsértésének tekintették és követelték a szabadon engedését. A német álláspont szerint az Ophelia kórházhajóként való szolgálatba állításáról semleges csatornán keresztül előzőleg értesítették a brit hatóságokat, a kórházhajók rádiókommunikációját pedig nem tiltotta semmilyen nemzetközi egyezmény.
A német ellenkezés ellenére egy brit zsákmánybíróság 1915 májusában elkobozta és személyzetét a hajó elhagyására kényszerítve hadifogságba vetette, nagy felháborodást keltve ezzel Németországban.
A Naval Staff Monographs megállapítása szerint az Ophelia és a vele kapcsolatba lépő rádióállomások nem katonai rejtjeleket használtak a kommunikációjuk során, hanem a kereskedelmi hajók által az egymás közötti kommunikációhoz használtakat, a kommunikáció tartalma pedig megegyezett azzal, amit német részről állítottak. Stephen McGreal történész állítása szerint az Ophelia előírásszerűen be volt jegyezve kórházhajóként a brit hatóságoknál.

### Német titkos iratok brit kézre kerülése
A texeli győzelem még egy jelentős előnyhöz juttatta a briteket. November 30-án egy brit halászhajó hálójába akadt egy az S 119-ről a tengerbe hajított láda. A ládában megtalálták a német könnyű egységek kódkönyvét, ami hosszú időre lehetővé tette a britek számára a német rádióforgalom megfejtését.

### Emlékezete
- Robert L. Drake az ütközetet feldolgozó fikciókon alapuló, nacionalista felhangon írt és 1915-ben kiadott The Boys Allies Under Two Flags című ponyvaregénye jól szemlélteti az ütközet hatását.
- A Kriegsmarine egyik 1935-ben vízrebocsátott rombolója a Z 2 Georg Thiele nevet kapta a félflottilla ütközetben elesett parancsnoka tiszteletére.

## Csatarend

### Királyi Haditengerészet
3. romboló-flottilla (1. divízió), Cecil H. Fox kapitány
- Undaunted, könnyűcirkáló, a flottilla vezérhajója
- Lance, romboló; Wion de M. Egerton (divízióparancsnok)
- Lennox, romboló; Clement. R. Dane
- Legion, romboló; Claud F. Allsup
- Loyal, romboló; Burges Watson[31]

### Császári Haditengerészet
7. romboló-félflottilla, Georg Thiele korvettkapitány
- S 119, romboló, vezérhajó; Wilhelm Windel fregatthadnagy
- S 118, romboló; Erich Beckert sorhajóhadnagy
- S 117, romboló; Georg Sohnke sorhajóhadnagy
- S 115, romboló; Hans Mushacke sorhajóhadnagy[32]

## Fordítás
- Ez a szócikk részben vagy egészben  a   Battle off Texel című angol Wikipédia-szócikk fordításán alapul.  Az eredeti cikk szerkesztőit annak laptörténete sorolja fel. Ez a jelzés csupán a megfogalmazás eredetét és a szerzői jogokat jelzi, nem szolgál a cikkben szereplő információk forrásmegjelöléseként.